# Komuševac
Komuševac is een plaats in de gemeente Čazma in de Kroatische provincie Bjelovar-Bilogora. De plaats telt 193 inwoners (2001).